# Бигадич
Бигадич (тур. Bigadiç) — город и район в провинции Балыкесир (Турция).

## История
Эти места в разные исторические периоды находились под властью Персидского царства, державы Александра Македонского, Рима, Византии. В XI-XII веках за эти земли боролись византийцы и турки, пока они окончательно не вошли в состав Османской империи.
В 1920—1922 годах район Бигадича находился под греческой оккупацией, и был освобождён в результате Думлупынарского сражения.